# Flavio-Shiro Tanaka
Flavio-Shiro Tanaka  est un peintre expressionniste-abstrait, japonais du XXe siècle, né le 27 août 1928 à Sapporo (sur l'île d'Hokkaidō). Il réside au Brésil à partir de 1931 et est naturalisé.

## Biographie
Flavio passe le début de son  enfance dans la forêt amazonienne, puis s'établit à São Paulo.
En 1953, il vient à Paris où il apprend la mosaïque avec Séverini, la gravure avec Friedlander, la lithographie à l'École des Beaux-Arts.

Il participe à de nombreuses expositions collectives, surtout à Paris, notamment en 1961 à la Biennale, en 1962 au Salon des réalités nouvelles, ainsi qu'en 1966 à la Biennale de Córdoba (Argentine); en 1970 à Vision 24, peintres et sculpteurs d'Amérique latine, à Rome.
Il expose individuellement depuis 1956, au Brésil et en Europe.

## Son style
Sa peinture relève d'un expressionniste-abstrait ou abstraction-informelle, plus rare au Brésil que les formes géométriques de l'abstraction, dont les volutes tendent à une sorte de Calligraphie grasse.

## Musées et collections publiques
- Composition, 1954, Huile et collage sur toile, 122 x 83,5 cm, Musée national des beaux-arts du Québec[2]